# عبد الله بن مسرة
عبد الله بن مسرة بن نجيح، من أهل قرطبة؛ يكنى أبا محمد. ذكره محمد بن إسماعيل الحكيم أنه مولى لرجل من البربر من أهل فاس.
وقال محمد بن أحمد الشبلي الزاهد: هو مولى لبني هشام. وقد ذكر بعض من صحب ابنه محمد أنه كان يقول: إنه من موالي بني أمية. ونسبه بعضهم فقال: هو عبد الله بن مسرة بن نجيح بن مرزوق مولى أبي قرة البربري الجياني.

## حياته
رحل به أخوه إبراهيم بن مسرة، وكان تاجراً إلى المشرق وهو صغير، وصحب في رحلته محمد بن عبد السلام الخشني. وسمع بالصرة من بندار محمد بن بشار، وعمرو بن علي الفلاس، ومحمد بن المثنى بن دينار العنزي الزمن، ونصر بن علي الجهضمي، وأحمد بن محمد بن غالب الذي يقال له غلام خليل، والمفضل بن عبد الرحمن الغلابي، وبشر بن أحمد ابن بنت أزمقر السمان وجماعة سواهم من البصريين وغيرهم. وشارك الخشني في أكثر رجاله بالبصرة وتردد فيها فأكثر وانصرف إلى الأندلس.
أخبرنا عبد الله بن محمد بن علي قال: كان بنذار يقول: «يا صقلي، إياك أن يبيعك أهل البصرة». قال عبد الله: وكنت قد أخذني حر البصرة والشمس فكان وجهي قد تسلخ. قال أبو عمرو: وكان عبد الله بن مسرة أشقر شديد الحمرة. روى عن عبد الله بن مسرة عثمان بن عبد الرحمن، ومحمد بن قاسم، وقاسم بن أصبغ، وثابت ابن حزم السرقسطي في آخرين من نظرائهم. وكان عبد الله متهما بالقدر، وكان خليل القدري له صديقا، وكان محمد بن إبراهيم بن حيون يشهد على عبد الله بالقدر. ويقول: «كان يخزن فيه».

## وفاته
قال أحمد: وتوفي في صدر أيام الأمير عبد الله. وقال ابن حارث: كان عبد الله بن مسرة - فيما أخبرني من أثق به- فاضلا، دينا، طويل الصلاة؛ ورحل في آخر عمره رحلة ثانية بعد أن كبر ابنه محمد، وترك كسبه بيده. ويقال أن رحلته وخروجه إنما كان لدين ركبه فوصل إلى مكة، وكان له بها جاه عريض وبها هلك. وذكرت بعض الكتب أن عبد الله بن مسرة رحل إلى المشرق في آخر عمره رحلة ثانية، وتوفي هناك سنة 286هـ في ذي الحجة.